# مانفريد فيرنر
مانفريد فيرنر (بالألمانية: Manfred Werner)‏ (22 فبراير 1951 - ) هو لاعب كرة قدم ألماني، يلعب كحارس مرمى، ولعب 7 مباريات.

## مسيرته

### مسيرته مع الأندية
- 1976 - 1984 لعب مع نادي هرتا برلين 7 مباريات.

## روابط خارجية
- مانفريد فيرنر على موقع قاعدة بيانات كرة القدم.إي يو (الإنجليزية)
- مانفريد فيرنر على موقع بيانات كرة القدم. دي إي (الألمانية)